# ダンボールワン
株式会社ダンボールワンは、かつて存在した段ボール・梱包資材のインターネット通販サイト「ダンボールワン」を運営していた日本の企業。
2022年にラクスルの100％子会社となった後、2023年8月1日にラクスルに吸収合併され解散。
通販サイトの「ダンボールワン」自体はラクスルによって運営が継続している。

## 概要
石川県七尾市に本拠を置く1978年設立の段ボール、梱包資材メーカー。旧社名は能登紙器株式会社。石川県能登地方で唯一の段ボールメーカー。2011年に社名を株式会社ダンボール・ワンに変更。2005年にネット通販事業を開始。2013年にはプラダン（プラスチックダンボール）の販売開始。「ダンボールワン」、「プラダン専門店」、「梱包資材専門店」を運営する。
2005年時点で従業員は5人で平均年齢が55歳、しかもパソコンがなかったために請求書などはすべて手書きで製作されていた。同年に入社し、後に代表取締役となる辻俊宏によってパソコンの導入が行われ、業務効率化と同時進行でECサイトの開設が行われた。しかしそこから半年の間に得た顧客は1件のみで売上も7000円のみだった。しかし、通常は複数個をまとめて購入するのに対してその顧客は1箱のみを注文、それを納期に間に合わせて届けることで1箱でも7000円を得ることができた。こういった経験から受注生産を中心とする他の企業と差別化するため、1箱からでも製造し、高くなっても納期に間に合わせる方向性を確立させる事となった。この事業を進めているうちに辻は段ボールのサイズにこだわりは無いという顧客が多いことに気づき、よく売れているサイズをもっと安く売る方針にたどり着いた。さらに自動見積もりシステムを導入することで注文数が増えてもすぐに出荷ができるようになった。
2019年9月には、ダンボール・梱包資材専門通販サイト4部門（売上高、注文ユーザー数、受注件数、レビュー数）で1位を獲得（東京商工リサーチ調べ 2019年9月調査）、
「顧客満足度の高いダンボール・梱包資材通販サイト」で1位を獲得（ゼネラルリサーチ社 アンケート調査）した。
2019年6月には、業界初の当日出荷対応の「印刷付き段ボール」の新サービスを開始した。段ボールのデザインの配置から、その後の見積り、注文までをすべてネットで対応することで納期を大幅に短縮したという。デジタル印刷機を導入することで、フルカラー印刷に対応。印刷版不要で注文を受け付ける。
2020年10月1日付で、株式会社ダンボールワン・ラボが株式会社ダンボール・ワンを吸収合併したと同時に、ダンボールワン・ラボの商号を株式会社ダンボールワンに変更した。
2020年12月に、株式の一部譲渡に伴いラクスルの関連会社となった。2022年2月1日付で辻俊宏が保有している株式がラクスルへ譲渡されたと同時に、ダンボールワンはラクスルの完全子会社となった。

## 沿革
- 1978年5月 - 能登紙器株式会社(後の 株式会社ダンボールワン）を創業
- 2005年10月 - ECサイト(notosiki.co.jp)を開設しインターネット販売を開始
- 2017年7月 - 辻俊宏（代表取締役）がMBO（マネジメントバイアウト）を実施し、同社を買収
- 2018年4月 - 株式会社オーダーボックスが運営するダンボール通販事業「オーダーボックス・ドットコム」を買収
- 2018年6月 - 石川県金沢市に本部（グループ本社機能）を開設
- 2020年2月 - ダンボール通販「ダンボールネット」を買収
- 2020年3月 - モデル貴島明日香を起用したテレビCMを開始
- 2020年10月 - 株式会社ダンボールワン・ラボが株式会社ダンボール・ワンを吸収合併。同時にダンボールワン・ラボの商号を株式会社ダンボールワンに変更。
- 2020年12月 - ラクスルの関連会社となる。
- 2022年2月 - ラクスルが辻俊宏から株式を取得すると同時に、ラクスルの完全子会社となる。
- 2022年8月 - 代表取締役社長交代。渡邊建が代表取締役社長に就任。
- 2023年8月 - ラクスルに吸収合併され解散。

## 商品サービス

### 商品
- 段ボールをメインとし、プチプチ気泡緩衝材や梱包用テープ、クッション封筒など、梱包資材全般を取り扱っている。これらの商品を倉庫に在庫し、当日出荷に対応する。

### サービス
- オーダーメイド段ボール自動見積り

1mm単位で段ボールのサイズを指定し、材質を自由に選び1枚単位で作成できるオーダーメイドサービスを展開している。出荷日に応じて3つの料金体系を用意している。
- オンラインデザイン印刷段ボール

あらかじめ用意されたテンプレートやスタンプを利用し、WEBサイト上でデザインから見積り、注文まで行うことができる印刷付き段ボールのサービスを展開している。
- 名入れ段ボール

規格サイズの段ボールにロゴや社名を印刷できる。箱のサイズは3種類用意されており、フルオーダーよりも格安で購入することができる。
- 名入れクッション封筒

内側に気泡緩衝材が付いているクッション封筒にロゴや社名を印刷できる。最少400枚から対応している。
- プラダン オーダーメイド自動見積り

プラダンのオーダーメイド注文サービスを展開。形状やサイズをカスタマイズして注文することができる。
- 気泡緩衝材（プチプチ） オーダーメイド自動見積り

気泡緩衝材をカスタマイズして注文できる見積り・注文サービスを展開。形状や材質を選んでオーダーメイドで注文することができる。